# Glitch (serial australian)
Glitch este un serial de televiziune australian de ficțiune supranaturală⁠(d), creat de Tony Ayres⁠(d) și Louise Fox, care se petrece în orașul fictiv Yoorana, Victoria. Serialul urmărește viața a șapte persoane care revin la viață în perfectă sănătate, dar fără nicio amintire. Nimeni din oraș nu știe de ce decedații s-au întors.
Glitch a avut premiera pe 9 iulie 2015 pe ABC, iar primul sezon a fost premiat ca cel mai bun serial de dramă TV la Premiile AACTA din 2016. Serialul a câștigat și premiul pentru cel mai remarcabil serial de dramă la premiile Logie din 2016.
Deși serialul prezintă asemănări remarcabile cu serialul francez din 2012, Les Revenants, difuzat internațional ca The Returned și adaptat ca un serial american cu același nume, scenariștii insistă că Glitch nu a fost influențat de acesta și că „primul scenariu a fost scris înainte să văd chiar filmul francez The Returned.”
Pe 26 octombrie 2015, ABC TV a reînnoit serialul pentru un al doilea sezon de șase episoade. Al doilea sezon a avut premiera pe 14 septembrie 2017 pe ABC. Al doilea sezon îi urmărește pe James și cei reveniți în timp ce încep să dezlege misterul cum și de ce s-au întors, deși călătoria lor de reconciliere, romantism și răzbunare este curând întreruptă de o nouă și chiar mai letală amenințare.
Primul sezon a devenit disponibil pentru streaming pe Netflix la nivel global pe 15 octombrie 2016. Al doilea sezon a avut premiera pe 28 noiembrie 2017 la nivel internațional pe Netflix. Serialul s-a încheiat cu al treilea sezon, care a avut premiera pe 25 august 2019. Netflix a lansat global sezonul 3 pe 25 septembrie 2019.

## Poveste
James Hayes (Patrick Brammall⁠(d)) este un polițist dintr-un mic oraș, Yoorana, Victoria. Este chemat la cimitirul local în toiul nopții, doar pentru a descoperi că mai multe persoane au înviat în perfectă sănătate, dar fără nicio amintire despre identitatea sau trecutul lor. Ei sunt hotărâți să afle cine sunt și ce li s-a întâmplat. Cu ajutorul doctorului local Elishia McKellar (Genevieve O'Reilly⁠(d)), James se străduiește să țină cazul misterios departe de colegii, familia și lumea întreagă. Toate persoanele sunt legate într-un fel sau altul, iar căutarea începe pentru cineva care știe adevărul despre cum și de ce s-au întors.

## Distribuție

### Principal
- Patrick Brammall⁠(d) în rolul sergentului James Hayes
- Genevieve O'Reilly⁠(d) ca Dr. Elishia McKellar (sezoanele 1-2)
- Emma Booth ca Kate Willis
- Emily Barclay⁠(d) ca Sarah Hayes (sezoanele 1–2)
- Ned Dennehy⁠(d) ca Patrick "Paddy" Fitzgerald (sezoanele 1-2)
- Sean Keenan⁠(d) ca Charlie Thompson
- Hannah Monson⁠(d) ca Kirsten „Kirstie” Darrow
- Aaron McGrath⁠(d) ca Beau Cooper
- Rodger Corser⁠(d) ca John Doe/William Blackburn
- Andrew McFarlane ca Vic Eastley (sezoanele 1-2)
- Daniela Farinacci⁠(d) ca Maria Rose Massola (sezonul 1)
- John Leary ca Chris Rennox
- Luke Arnold⁠(d) ca Owen Nillson (sezoanele 2-3)
- Rob Collins⁠(d) ca Phil Holden (sezoanele 2-3)
- Pernilla August ca Nicola Heysen (sezoanele 2-3)
- Jessica Faulkner ca Belle Donohue (sezonul 3)
- Harry Tseng ca Tam "Chi" Chi Wai (sezonul 3)
- Dustin Clare⁠(d) ca Mark Clayton-Stone (sezonul 3)

### Recurente
- Anni Finsterer⁠(d) ca Caroline Eastley
- Lisa Flanagan⁠(d) ca Kath
- Robert Menzies⁠(d) ca Pete Rennox
- Tessa Rose ca Sharon
- Gerard Kennedy⁠(d) ca Leon Massola
- Antonio Kapusi-Starow ca tânărul Leon
- Phoebe Gorozidis ca Anna
- Alison Whyte⁠(d) ca Lucy Fitzgerald
- Nicholas Denton⁠(d) ca Angus Fitzgerald
- Jacob Collins-Levy⁠(d) ca Rory Fitzgerald
- Greg Stone⁠(d) ca Russell
- Leila Gurruwiwi⁠(d) ca Kalinda
- James Monarski ca Carlo Nico
- Katrina Milosevic⁠(d) ca Ellen
- Lex Marinos⁠(d) ca Steve Tripidakis
- Max Brown ca David Goldman
- Dalip Sondhi ca Samarvart Chadra Gard
- Rhys Mitchell în rolul tânărului Paddy
- Jackson Gallagher⁠(d) în rolul lui Raf
- Susan Prior⁠(d) ca Anne Donohue
- Taylor Ferguson ca Judith Donohue
- Reef Ireland ca Luke Donohue
- Simon Maiden ca Duncan
- Alex Rowe ca tânărul Pete Rennox
- Joe Klocek⁠(d) în rolul lui Josh
- Greg Stone⁠(d) ca Russel

### Vizitatori
- Freya Stafford⁠(d) ca Amy

## Episoade
| Sezonul | Sezonul | Episoade | Episoade | Premiera TV        | Premiera TV        | Premiera TV      |
| Sezonul | Sezonul | Episoade | Episoade | Prima transmisie   | Ultima transmisie  | Reţea            |
| ------- | ------- | -------- | -------- | ------------------ | ------------------ | ---------------- |
|         | 1       | 6        | 6        | 9 iulie 2015       | 13 august 2015     | ABC⁠(d) & Netflix |
|         | 2       | 6        | 6        | 14 septembrie 2017 | 19 octombrie 2017  | ABC⁠(d) & Netflix |
|         | 3       | 6        | 6        | 25 august 2019     | 29 septembrie 2019 | ABC⁠(d) & Netflix |

### Sezonul 1 (2015)
| Nr. în serial | Nr. în serie | Titlu                       | Regizat de   | Scris de                | Data difuzării | Australia telespectatori |
| --- | ------------ | --------------------------- | ------------ | ----------------------- | -------------- | ------------------------ |
| 1 | 1            | „Înviații”                  | Emma Freeman | Louise Fox              | 9 iulie 2015   | 511,000                  |
| Sergentul James Hayes este chemat la cimitir târziu în noapte pentru a găsi șase persoane goale, murdare și dezorientate. El începe o investigație și este șocat să descopere că una dintre ele este soția sa decedată, Kate, care murise cu doi ani înainte. Cei reveniți își amintesc prenumele, dar toți, cu excepția lui Kate, par să nu știe cine sunt. Carlo vorbește doar italiană; își dă seama cine este mai târziu în episod și începe să vorbească despre fratele său Alessandro. Dr. Elishia McKellar întâmplă să trateze un bărbat pe nume Alessandro care are 90 de ani, așa că James îl duce pe Carlo să-l vadă. Pe drum spre casa lui Alessandro, Carlo începe să sângereze din ochi. James oprește să vadă dacă este bine; Carlo părăsește mașina și se transformă în cenușă în timp ce traversează podul. James îi spune doctorului McKellar ce s-a întâmplat, cerându-i să păstreze secretul până când pot afla mai multe despre ce se întâmplă. Vic găsește mormântul lui Carlo după ce i-a văzut moartea pe pod. James se întoarce acasă; are o soție nouă care este însărcinată. Un alt bărbat este văzut săpând pentru a ieși din mormânt. |              |                             |              |                         |                |                          |
| 2 | 2            | „Mă aflu în iad?”           | Emma Freeman | Kris Mrksa              | 16 iulie 2015  | 442,000                  |
| Kate își amintește că a suferit o mastectomie, dar acum își are sânii la loc. Dr. McKellar îi face câteva teste și nu găsește nicio neregulă, ceea ce înseamnă că cancerul ei pare să fi dispărut. Bărbatul văzut ieșind din mormânt la sfârșitul episodului anterior intră într-un vestiar feminin. Cei reveniți încearcă să își dea seama cine sunt și de ce s-au întors. Kirsten începe să sângereze în timp ce ea și James se apropie de podul unde a murit Carlo, iar James oprește mașina. Între timp, James este sfâșiat între cele două iubiri ale sale și apelează la Vic pentru ajutor. De teamă pentru siguranța lor, Elishia îi ascunde pe cei reveniți de Vic. Kate și Maria fug la cimitir, unde Maria își dă seama că și fiica ei Anna este moartă. Apoi merg la casa lui Kate și James, iar Kate este devastată să afle că James are o nouă soție, vechea ei prietenă Sarah. Vic are un accident de mașină, dar pare să rămână doar cu o tăietură pe frunte. Elishia îi duce pe cei reveniți într-un loc necunoscut și nu îi spune lui James unde sunt.                                                                                           |              |                             |              |                         |                |                          |
| 3 | 3            | „Miracol sau pedeapsă”      | Emma Freeman | Giulia Sanders          | 23 iulie 2015  |                          |
| Vic se comportă foarte ciudat după accident și este obsedat de găsirea celor înviați. James o găsește pe Maria într-o biserică. Aceasta îi spune să o ducă la soțul ei, care suferă de demență într-un azil de bătrâni, în schimbul faptului că ea îl va duce acolo unde sunt ascunși ceilalți Înviați. În timpul vizitei, soțul ei o numește târfă, ceea ce o tulbură și o determină să își amintească o scenă în care un băiat a încercat să îi mângâie picioarele. Maria și James merg să îl vadă pe acel băiat, acum un bărbat de vârstă mijlocie, iar Maria îl întreabă ce s-a întâmplat cu acea ocazie. El spune că ea l-a pălmuit. James îl întreabă cum a murit Maria, iar el răspunde "într-un accident de mașină". Între timp, Elisha și restul Înviaților realizează că există o graniță invizibilă în jurul orașului. Paddy are o revelație despre identitatea sa și ia o cutie din vechea sa casă. Kate și James petrec noaptea împreună. La finalul episodului, Maria plânge la mormântul fiicei sale, iar Vic se apropie de ea spunându-i că a căutat-o pentru a o ajuta.                                                                          |              |                             |              |                         |                |                          |
| 4 | 4            | „Nu există dreptate”        | Emma Freeman | Kris Mrksa & Louise Fox | 30 iulie 2015  |                          |
| Vic o convinge pe Maria că Elishia nu încearcă să-i ajute cu adevărat, ci că încearcă să se folosească de ei pentru propriul ei câștig profesional. El o convinge să îl ducă la cei înviați, făcându-o să creadă că aceștia îi pot readuce fiica la viață. Ea își dă seama că el nu încearcă cu adevărat să o ajute; încearcă să scape de el, dar el o ucide. Kirstie devine neliniștită și pornește în căutarea unor răspunsuri pentru ea însăși, iar James o ajută să descopere că ea a fost ucisă, iar prietenul ei a fost condamnat - dar ea își dă seama că nu el a făcut-o. John părăsește grupul din cauza comportamentului său imprevizibil și agresiv și ajunge să agreseze un vânzător dintr-un magazin. Mai târziu, încearcă să se sinucidă din cauza incapacității sale de a-și aminti ceva despre trecutul său. Elishia îl ajută să-și descopere trecutul de criminal. James primește un pont despre Paddy și îl găsește în pădure și îl duce la ceilalți. După multe eforturi, Paddy deschide în sfârșit cutia pe care a luat-o din casa lui. Kate se dezvăluie noii soții a lui James, Sarah.                                                      |              |                             |              |                         |                |                          |
| 5 | 5            | „Triunghi amoros imposibil” | Emma Freeman | Louise Fox              | 6 august 2015  | 332,000                  |
| Sarah se luptă să accepte că Kate este în viață. Ea, James și Kate încearcă să navigheze prin triunghiul lor amoros complex și să se împace cu ceea ce trebuie să facă. Charlie descoperă unele lucruri confuze despre trecutul său de la un bar local, în timp ce Vic îi urmărește pe Elishia și John. Vic este agresiv cu Elishia, iar John îl atacă, dar Vic se impune cu arma sa și o forțează pe Elishia să îl sune pe James. Paddy își amintește de soția sa și își dă seama că este rudă cu Beau și familia lui. Îl înrolează pe Beau pentru a-l ajuta să-și recupereze casa și averea. Vic îi atacă pe James, Elishia, Paddy și Beau, dar se rănește urmărindu-i, iar aceștia reușesc în cele din urmă să se impună. James descoperă cadavrul Mariei în mașina lui Vic. |              |                             |              |                         |                |                          |
| 6 | 6            | „După reguli”               | Emma Freeman | Louise Fox              | 13 august 2015 | 383,000                  |
| Elishia și James deduc că Vic a ucis-o pe Maria, iar James încearcă să îl confrunte cu privire la motivul dispariției ei. Vic primește morfină de la Elishia înainte să poată răspunde, ceea ce ridică suspiciunile. Elishia îl operează pe Vic din cauza rănii suferite în timpul urmăririi de mai devreme. Chris o ia pe Kate după ce a oprit-o pe motocicletă, iar ea ascultă cu lacrimi în ochi cum el vorbește la telefon cu mama lui Kate. Chris o închide apoi într-o celulă la secție. Când Vic se trezește din operație, îi dă lui John un fluier de argint pe care Elishia îl găsise în mormântul său. John îl folosește și toată lumea își amintește brusc totul despre moartea lor. Acest lucru îl face pe John să îl creadă pe Vic, așa că îi ajută pe toți Risen să urce cu forța în dubița Elishiei și îi duc la podul din afara orașului. În timp ce încearcă să îi forțeze pe toți să treacă podul, James îi imploră să se oprească înainte de a-l împușca pe Vic în cap, omorându-l. Sarah intră în travaliu, dar apar complicații după naștere. Chris îi spune lui James că Dr. Elishia McKeller a murit acum 4 ani.                           |              |                             |              |                         |                |                          |

### Sezonul 2 (2017)
| Nr. în serial | Nr. în serie | Titlu            | Regizat de   | Scris de       | Data difuzării     | Australia telespectatori |
| --- | ------------ | ---------------- | ------------ | -------------- | ------------------ | ------------------------ |
| 7 | 1            | „O pasăre rară”  | Emma Freeman | Louise Fox     | 14 septembrie 2017 |                          |
| Cu patru ani în urmă, Elishia se trezește într-o morgă. În prezent, James rămâne suspicios cu privire la Sarah, care pare să se recupereze rapid, are pierderi de memorie și se comportă ciudat. James cere să vadă mormântul lui Vic și i se dezvăluie că cei înviați nu pot ajunge la mormântul său din cauza barierei invizibile care îi blochează. Bariera pare să se miște sau să se micșoreze. John pătrunde într-o casă și este abordat de o femeie, Dr. Nicola Heysen, care știe exact cine este el. Ea îi spune că Elishia a lucrat pentru ea și îi oferă informații despre cum i-a adus Elishia pe cei înviați înapoi. Nicola îi dezvăluie lui John că numele său real este William Blackburn. James o investighează pe Elishia și vorbește cu fosta ei parteneră și descoperă că aceasta cerceta regenerarea celulară înainte să moară în urma unui atac cerebral în urmă cu patru ani. Caroline îi spune lui Chris că Vic a dispărut. Chris îi cere lui James să îl ajute să îi găsească telefonul la proprietatea unde se află Risen. Kate se apropie de un localnic pe nume Owen. Tatăl vitreg al lui Beau, Phil, se întoarce după o explozie pe platforma sa petrolieră. Elishia vine la casa lui James pentru a-i cere ajutorul în salvarea lui John, în timp ce Sarah privește pe fereastră. |              |                  |              |                |                    |                          |
| 8 | 2            | „Două adevăruri” | Tony Krawitz | Louise Fox     | 21 septembrie 2017 |                          |
| James este șocat să îi descopere pe Owen și Kate în pat. Elishia s-a întors, așa că James, Kate și Kirstie o interoghează pe Elishia pentru răspunsuri, dar ea pretinde că nu știe, dând vina pe Noregard pentru tot. Dr. Heysen începe să facă experimente brutale pe John. Phil se acomodează cu viața din Yoorana, dar este clar că s-a schimbat. Singură acasă cu fiica ei nou-născută, Sarah se luptă. Hotărâți să verifice povestea Elishiei, James și Kate intră în Noregard sperând să primească răspuns la întrebările lor. Dr. Heysen refuză să se conformeze și îi alungă. Kirstie și Charlie pornesc să descopere mai multe informații despre propria lor istorie, amândoi hotărâți să se ajute reciproc să descopere adevărul despre ei. Paddy descoperă mai multe indicii despre trecutul său. Kate îl vizitează pe Owen pentru a discuta despre noaptea lor împreună. John își descoperă adevăratul nume și își amintește de vechiul fluier cu care a fost îngropat. El scapă de Noregard și se întoarce la Elishia pentru răspunsuri. Între timp, Phil o urmărește pe Elishia. |              |                  |              |                |                    |                          |
| 9 | 3            | „Prea uman”      | Tony Krawitz | Giulia Sanders | 28 septembrie 2017 |                          |
| James îi mărturisește lui Sarah că l-a ucis pe Vic. Ea încearcă să îl convingă pe James să îi spună totul lui Chris. Phil intră în casa în care dorm Risen și absoarbe informații de la ei fără să-i trezească. El o caută pe Elishia, dar ea și William au plecat. Elishia încearcă să îl ajute pe William să înțeleagă legătura dintre ei. Îi spune că ea l-a adus înapoi intenționat, iar ceilalți au fost doar un accident. Ei descoperă că granița se contractă și mai mult. Sarah recunoaște că are o durere de cap de când s-a născut Nia. Mai târziu, ea continuă să comunice cu Phil pentru a-l ajuta să o găsească pe Elishia. Se întâlnesc în parc și Phil absoarbe de la ea informații despre Dr. Heysen. El o întreabă dacă știe de ce se află aici și dacă știe ce trebuie să facă, iar ea spune că acum știe. Mai târziu, ea îi dezvăluie că nu mai are dureri de cap și că vrea să o ajute să o găsească pe Elishia. Elishia îi dezvăluie lui William că au fost iubiți. Ea promite să repare granița. Phil îl urmează pe Dr. Heysen la cimitir, unde Elishia trebuie să aștepte pentru a se întâlni cu ea. După ce Dr. Heysen pleacă, Phil o urmărește pe Elishia și o înjunghie în gât, lăsând-o în râu, unde James și William o găsesc moartă.                                             |              |                  |              |                |                    |                          |
| 10 | 4            | „O datorie”      | Tony Krawitz | Louise Fox     | 5 octombrie 2017   |                          |
| James și William o îngroapă pe Elishia. Phil vine acasă la Sarah pentru a se curăța de rană și își lasă hainele însângerate la ea. Cei doi vorbesc despre scopurile lor. El și l-a îndeplinit pe al său ucigând-o pe Elishia, dar spune că Sarah nu și l-a îndeplinit încă pe al ei. Heysen dezvăluie că știe despre Vic și accidentul în care a murit, dar crede că s-a întors la viață. James încă nu are încredere în Heysen. Kirstie încearcă să obțină informații de la vechea ei prietenă Vicky, care a mințit poliția. Sarah duce o armă la casa în care stau Risen. James își dă seama că Owen are o condamnare anterioară pentru omor prin imprudență și merge după el. William descoperă că degetele îi cresc la loc și ia dosarul de cercetare al Elishiei pentru Heysen. Insistența lui Paddy de a-și recupera averea îl face să întâmpine unele probleme. Sarah îl găsește pe Charlie și încearcă să îl ucidă, dar suferă o hemoragie. Sarah îi spune lui James să o ducă pe Nia acasă, dar el merge la camera de hotel a lui Heysen și descoperă că aceasta a plecat cu William. Apoi ajunge acasă și găsește hainele însângerate ale lui Phil. El o confruntă pe Sarah cu ele. Între timp, i se dezvăluie că fratele lui Chris este cel care a ucis-o pe Kirstie.                              |              |                  |              |                |                    |                          |
| 11 | 5            | „Răniții vii”    | Emma Freeman | Pete McTighe   | 12 octombrie 2017  |                          |
| Kirstie îi spune lui Chris că fratele său Peter a ucis-o. Sarah îi distrage atenția lui James de la întrebările despre hainele însângerate ale lui Phil povestindu-i despre hemoragie. Băieții Fitzgerald îl atacă pe Paddy și îl leagă de casa sa, care este pe cale să fie demolată, și îi iau testamentul. James află de la Beau că Phil este în oraș și îl suspectează de uciderea Elishiei. Adeline îl eliberează pe Paddy. Heysen și William reproduc vibrația pe care Elishia o folosea în cercetările ei. Kate crede că i-a cerut lui Sarah să o ajute să moară și îi cere adevărul. Sarah îi spune că a furat medicamentele pentru sinuciderea lui Kate, dar nu i le-a putut da. Sarah își cere scuze pentru că nu a ajutat-o, apoi își ia arma, dar este întreruptă de o mașină care oprește. Sarah îi spune lui Phil că James știe cine este. Chris se întâlnește cu Kirstie la casa de pe lac și este atacat de Phil, care este acolo pentru a-l ucide pe Risen. James sosește și îl supune pe Phil cu ajutorul lui Chris și al lui Kirstie. Îl duce înapoi în oraș și îl pune într-o celulă de detenție. Între timp, Charlie își amintește că s-a sinucis pentru a evita să moară lent de tuberculoză, iar Paddy este ucis de Sarah.                                                             |              |                  |              |                |                    |                          |
| 12 | 6            | „Scrisoarea”     | Emma Freeman | Louise Fox     | 19 octombrie 2017  |                          |
| James îl face pe Phil să recunoască că el este ca Vic și că scopul lor era să o ucidă pe Elishia pentru că a încălcat "regulile" universului. Beau îi spune lui James despre Paddy, care se transformă în praf. Kate își dezvăluie secretul și rupe relația cu Owen. Avocatul lui Paddy vine la casa lui Beau cu o ofertă de 2 milioane de dolari și o anumită moștenire pentru a elibera averea Fitzgerald de orice pretenții viitoare. Sarah îl eliberează pe Phil, în timp ce Risen caută refugiu la complexul Noregard. Heysen se oferă să îi ajute să repare granița. James descoperă că Sarah este ca Phil și lucrează cu el. Charlie este rănit de Sarah în timp ce el și ceilalți evadează. Ei fură o dubă și se îndreaptă spre cimitir, unde Heysen și William pregătesc experimentul. După o luptă cu James, Phil este împușcat de Sarah, dar înainte de a muri ridică arma lui James și o ucide pe Sarah. Granița este resetată. Mai târziu, James o duce pe Nia să-și viziteze părinții, în timp ce Beau împrăștie rămășițele lui Paddy la Corona Hill. William veghează la cimitir. Simbolul descris în notițele Elishiei s-a format în pământul din jurul locului în care a fost îngropată Elishia.                                                                                             |              |                  |              |                |                    |                          |

### Sezonul 3 (2019)
| Nr. în serial | Nr. în serie | Titlu                   | Regizat de   | Scris de      | Data difuzării     | Australia telespectatori |
| --- | ------------ | ----------------------- | ------------ | ------------- | ------------------ | ------------------------ |
| 13 | 1            | „Mama”                  | Emma Freeman | Louise Fox    | 25 august 2019     |                          |
| William așteaptă la cimitir ca Elishia să se întoarcă; ea rămâne moartă. Ca un efect secundar neașteptat, doi noi înviați, Belle și Chi, se târăsc din morminte și se îndreaptă spre Yoorana, recăpătându-și unele amintiri. Chi își amintește că a început să lucreze ca muncitor chinez după ce cariera sa ca star al operei chineze s-a încheiat. Belle își amintește că a urcat pe Roata de Apă împreună cu frații ei. Cei doi se întorc la casa familiei lui Belle; au trecut 15 ani. Familia lui Belle o alungă pe Chi și o obligă să urmeze ritualuri religioase extreme pentru a o "purifica", crezând că este posedată de un demon. Sora ei, Judith, încearcă să o elibereze, dar familia ei le prinde. Ei decid să o lase pe Belle să ardă de vie. Chi o salvează. Kate și Owen pleacă să viziteze familia lui Kate. Kirstie și Charlie se urcă într-un autobuz care pleacă din Yoorana. James o duce pe Nia la părinții săi pentru a încerca să se ocupe de moartea lui Sarah, dar reacționează ostil la întrebări. În timp ce ieșea cu tatăl său, James alunecă în toaleta unui bar și pare să fi murit momentan, revenind și părând schimbat ca Vic, Sarah și Phil. Chi se împrietenește cu Trevor Yang, care deține restaurantul chinezesc Yoorana's și îl ajută. Profesoara Heysen decide să îi urmărească pe înviați, trimițând securitatea după ei. De asemenea, ea îl testează pe Phil, despre care se pare că nu a murit din cauza împușcăturii lui Sarah. Phil o ucide după o ceartă. |              |                         |              |               |                    |                          |
| 14 | 2            | „Chintesență”           | Emma Freeman | Pete McTighe  | 1 septembrie 2019  |                          |
| Kate și Owen suferă o pană de cauciuc în timpul călătoriei lor, fiind nevoiți să caute ajutor într-un pub din apropiere, unde sunt dezvăluite adevăratele intenții ale lui Owen față de Kate. William vede viitorul și crede că Elishia este încă în viață, iar viziunea sa îl conduce la Melbourne Star. Mark îi dă în sfârșit de urmă lui William. William decide să se întoarcă la Yoorana unde James îl găsește pe drum, cei doi fac o realizare. |              |                         |              |               |                    |                          |
| 15 | 3            | „Primele dăți”          | Emma Freeman | Giula Sandler | 8 septembrie 2019  |                          |
| Kirstie și Charlie pornesc în aventura lor din Melbourne. Kirstie descoperă ceva dezastruos despre ea însăși, pe care plănuiește să îl rezolve. Charlie are un interes amoros neașteptat care intră în viața lui, la propriu. După întâlnirea lui Mark cu William, acesta pornește în urmărirea celorlalți Risen. Chris îi contactează pe Kirstie și Charlie, dar când legătura telefonică cade cu Kirstie, iar Charlie îi închide telefonul, Chris se îndreaptă spre Melbourne. Beau îl găsește pe Phil în curtea sa și încearcă să îl atace. Phil îl oprește și îi explică că vrea să îndrepte totul. Mai târziu, în timp ce face comisioane, Phil o vede pe Kate din nou în oraș și o urmărește. El îi mărturisește că nu mai vrea să le facă rău celor care au înviat, deoarece și el vrea să trăiască o viață a lui. |              |                         |              |               |                    |                          |
| 16 | 4            | „În perfectă siguranță” | Emma Freeman | Kris Mrksa    | 15 septembrie 2019 |                          |
| Chi crede că și-a găsit descendentul și îi cere ajutorul pentru a-și elibera spiritul. Mark îi duce pe Kirstie și Charlie la Sam, unul dintre directorii Noregard. James vorbește cu Beau după ce îi primește telefonul și îi mărturisește lui William că poate Phil are dreptate când vrea să trăiască viața și că ei sunt cei care s-ar putea înșela. După ce Kate îl leagă pe Phil, cei doi au o discuție profundă și Kate ajunge să aibă încredere în Phil. Chris, Kate și Phil încearcă să le evadeze pe Kirstie și Charlie din Noregard. Kirstie și Charlie acceptă oferta lui Sam de a locui în Suedia. Chi și Belle se întâlnesc cu Kate, Kirstie, Charlie și Phil. James și William se reunesc cu cei înviați. |              |                         |              |               |                    |                          |
| 17 | 5            | „Inamicul”              | Emma Freeman | Pete McTighe  | 22 septembrie 2019 |                          |
| James îl ia pe Phil acasă pentru a-l scoate din drum. Chris îi arată lui Belle declarația poliției despre moartea ei și cum a mințit mama ei în raport cu privire la modul în care a murit. Pete Rennox cade pe scări în scaunul său cu rotile. Chris verifică și Pete nu are puls, dar în mod miraculos deschide ochii și pleacă. Kirstie se întâlnește cu Sam în secret. Pete îi dezvăluie lui Chris că a ucis-o pe Kirstie și că va trebui să o facă din nou. Chris îl împinge de pe stâncă să moară. Phil își dă seama că James este la fel ca el după ce este martor la o cană spartă. |              |                         |              |               |                    |                          |
| 18 | 6            | „Little Gidding”        | Emma Freeman | Louise Fox    | 29 septembrie 2019 |                          |
| William și James îl duc pe Phil în pădure și William îl înjunghie ca răzbunare pentru uciderea Elishiei. Kate îl împușcă pe William după ceea ce a văzut cu Phil. Kate, Kirstie și Charlie se refugiază la Chris. Chris îl arestează pe James pentru uciderea lui Vic și îl închide. Kirstie merge la Noregard. Belle și Chi merg să o avertizeze pe sora ei despre incendiul care se apropie. Chi trăiește o amintire surprinzătoare în care este implicat Paddy și care îl zguduie din temelii. Doi dintre angajații Noregard îi electrocutează pe Kate, Charlie și Raf, iar apoi pe Chris și Kirstie, dar James și William preiau controlul situației. Mark reușește să le captureze pe Belle și Chi într-un punct separat. Toți se întâlnesc la cimitir în timp ce focul arde în jurul lor, omorându-i pe toți. 20 de ani mai târziu, suntem martorii revenirii Yooranei la viața sa normală prin ochii lui Chris, singurul supraviețuitor, și Nia, acum în vârstă de 20 de ani. |              |                         |              |               |                    |                          |

## Media de acasă
| Titlu                   | Format | Episoade | Discuri | Data lansării (Regiunea 4 Australia) | Distribuitor            | Note                            |
| ----------------------- | ------ | -------- | ------- | ------------------------------------ | ----------------------- | ------------------------------- |
| Glitch: sezonul 01      | DVD    | 6        | 2       | 1 octombrie 2015                     | Universal Sony Pictures | Include caracteristici speciale |
| Glitch: sezonul 02      | DVD    | 6        | 2       | 29 noiembrie 2017                    | Universal Sony Pictures | Include caracteristici speciale |
| Glitch: sezonul 03      | DVD    | 6        | 2       | 16 octombrie 2019                    | Universal Sony Pictures | Niciuna                         |
| Glitch: sezoanele 01–03 | DVD    | 18       | 6       | 16 octombrie 2019                    | Universal Sony Pictures | Include caracteristici speciale |

## Recepție
Pe site-ul agregator de recenzii Rotten Tomatoes, sezonul 1 al serialului Glitch are un rating de aprobare de 80% bazat pe 5 recenzii. În mod similar, sezonul 2 are un rating de aprobare de 80% bazat pe 5 recenzii. Sezonul 3 a fost prost primit, ultimul episod în special primind cel mai scăzut rating din toate.
Glitch a fost proiectat la Roma Fiction Fest în 2015.

## Legă externe
- Glitch la Internet Movie Database